# 환생: 넥스트
《환생: 넥스트》는 2005년 5월 16일부터 2005년 6월 28일까지 방영된 MBC 월화 미니시리즈이다.
이 드라마는 MBC에서 자체제작한 시대적 감각과 배경이 돋보이는 시간여행 드라마로 현실의 엇갈린 네 남녀가 꿈을 통해 전생을 경험하고 현생에서의 사랑에 대해 돌아본다는 내용이다. 여러 제작진이 투입되는 공동제작방식으로 3명의 PD와 5명의 작가가 각각 현생, 조선, 고려, 일제강점기, 시원시대를 맡아 옴니버스 형식으로 풀어내는 독특한 구성을 취하고 있다. 현생 6회분과 각각 시대별로 2회분씩 총 14부작으로 제작되었다.
또한 고려 기생인 자운영(박예진 분)과 몽골 장수인 카사르(류수영 분)의 이루어질 수 없던 로맨스를 그려냈던 〈고려편〉은 배우의 열연으로 방송 이후 많은 화제를 낳으며 드라마에 관한 관심도가 높아졌다. 더불어, ‘환생연’이라 불리는 매니아층을 형성하기도 했다.

## 현생

### 줄거리
내레이션은 수현이 맡는다. 정신과 의사인 수현과 외과 의사 기범은 아주 오래된 연인으로 서로를 너무 잘 알며, 이제는 떨림은 없어도 안정된 관계이다. 연극배우 정화는 동료이자 친구인 기수가 소개한 수현에게 불면증 치료를 받게 된다. 수현은 정화에게 최면치료를 할수록 묘하게 기분 나쁜 기운을 느끼게 된다. 정화는 전철에서 만났던 기범을 병원 카페에서 아르바이트를 하면서 다시 보게 되고 그에게 운명을 느끼게 된다.

### 주요 인물
- 박예진 : 이수현(27세) 역 - 정신과 의사
- 장신영 : 강정화(25세) 역 - 연극배우
- 류수영 : 민기범(29세) 역 - 외과 의사
- 이종수 : 민기수(26세) 역. 연극배우

### 주변 인물
- 안석환 : 수현 선배 역 - 정신과 의사
- 박광정 : 극단 박 대표 역 - 연극 연출가
- 김예령 : 은영 역 - 연극배우, 정화의 선배
- 고동업 : 소법사 역

### 그 외 인물
- 국정환 : 골동품 가게 주인 역
- 최재호 : 촬영장 소품담당 스태프 역
- 정기성 : 기범의 후배 의사 역
- 오협
- 염재욱 : 기범의 후배 의사 역
- 박태진
- 정욱
- 이수인
- 성한경
- 안덕용
- 이진혁
- 한승도
- 김현정
- 정혜정

### 현대 (1 ~ 2회)
― 극본 : 주찬옥 - 《운명처럼 널 사랑해》, 《로비스트》, 《여자는 무엇으로 사는가》
― 연출 : 유정준
정화는 전철역에서 표를 사는데 헤매는 기범을 돕게 되고, 또한 전철 안에서 쓰러진 정화는 기범 때문에 위험한 상황에서 벗어나게 된다. 정화는 촬영장에서 우연히 청동거울을 보게 되고 그곳에서 마치 같은 일을 겪었던 것처럼 기시감을 느낀다. 이런 일련의 일들로 정화는 기범에게 운명을 느낀다.

수현은 기범과 길을 걷다가 골동품 가게 안에 있는 청동거울을 보게 되고, 마음에 들면 사준다는 기범의 말에 괜찮다며 그곳을 떠난다. 하지만 가던 길을 멈추고 그 가게로 또다시 가지만 그 물건은 지금 막 팔리고 없다는 말을 듣는다. 그 순간 수현은 무언가 중요한 것을 놓친 듯한 느낌을 받는다.

### 현대 (7 ~ 8회)
― 극본 : 주찬옥
― 연출 : 김도훈
정화를 치료하며 수현 역시 전생을 경험하게 되고 기범이 몽골에서 사온 칼을 발견하게 된다. 한편 정화와 기범은 시간 가는 줄 모르고 통화하며, 정화는 기범에게 전생에 자기들이 서로 사랑하던 사이였다고 말하고, 기범은 그런 말에 재미있어 하며 웃기만 한다. 정화와 기범의 만남은 점점 잦아지고, 정화는 우연히 마주친 수현에게 전생을 봤을 때 기범의 여자친구인 줄 이미 알았다고 말한다.

### 현대 (13 ~ 14회)
― 극본 : 주찬옥
― 연출 : 유정준
수현이 일부러 네 명이 모이게 한 자리에 나온 기범은 뛰쳐나가고 뒤쫓아나가던 정화는 소법사를 만난다. 정화는 전생에 기범과 남매였다는 사실에 놀랐다며 사랑할 수 없는 사이냐고 묻자 소법사는 전생과 현생을 혼돈할 필요는 없다고 한다.
기범과 정화는 서로가 몽골에 간다는 걸 모른 채 같은 시각 공항에서 스쳐 지나가고, 기수는 배우로 성공한다.

## 전생

### 조선시대 (3 ~ 4회)

#### 개요
― 극본 : 주찬옥, 구선경
― 연출 : 김도훈
이대감댁 딸 금영과 최진사댁 딸 연화는 어린 시절 절친한 친구였다. 금영의 아버지가 높은 버슬에 오르게 되고 둘은 헤어지게 된다. 10년 후 금영은 아버지가 역모로 몰려 집안이 몰락하게 되고 그것을 알게 된 최진사는 금영을 집으로 데려온다. 그리고 금영은 연화의 몸종이 되지만 연화는 예전처럼 지내자 한다. 어느 날 금영은 ‘思’라 적어 나무에 걸어놓게 되고 그것을 유생 명진이 보게 되고, 그후 계속 시구를 주고받는다. 금영은 명진에게 새로운 시구를 받을 때마다 가슴이 두근거리고, 그것을 연화에게 조심스레 말하려는데 연화가 먼저 명진과 정혼하게 되었다 말한다.

#### 주요 인물
- 장신영 : 이금영 역 (아역 남지현) - 몰락한 양반, 연화의 몸종
- 박예진 : 최연화 역 (아역 정나윤) - 최진사의 딸, 금영의 벗
- 류수영 : 윤명진 역 - 연화의 정혼자, 개혁 유생
- 이종수 : 완보 역 - 떠돌이 보부상

#### 주변 인물
- 안석환 : 최진사 역 - 연화의 아버지, 이대감의 벗
- 박광정 : 최치사 역 - 연화의 작은아버지
- 김예령 : 오씨부인 역 - 연화의 어머니

#### 그 외 인물
- 최재호
- 오협
- 최성웅
- 이정호 : 명진의 몸종 역
- 이영아 : 최진사댁 노비 역
- 김희라
- 김정하
- 이경순

### 고려시대 (5 ~ 6회)

#### 개요
― 극본 : 고은님 - 《혼》, 《첫사랑》, 《번지점프를 하다》
― 연출 : 박재범
고려 기생 자운영은 피난길에 몽골군에게 희롱당하는 걸 그냥 지나치지 못하고 항의하다가 욕을 보게 되고 그때 소리치며 나타난 몽골 장군 카사르와 만나게 된다. 카사르는 계속 생각나는 자운영 때문에 미소짓고 그걸 옆에서 보던 몽골 여인 아해는 마음이 편치 않다. 한편 고려군은 계속 패전하게 되고 마침 연회에 쓸 곡물과 기생을 바치라는 소식에 기회라 생각한다. 자운영을 마음에 품고 있는 고려 장군 김웅서는 자운영을 그곳으로 보내자는 말에 반대하지만 자운영은 동생의 면천을 조건으로 적장의 목을 베어오겠다 말한다. 자운영이 빼낸 정보 덕분에 고려군은 위험을 모면하지만 카사르는 지난 날 자운영의 말을 떠올리다가 화살을 맞고 부상을 당한다. 카사르는 치료를 해준다는 자운영의 처소에 들고, 치료를 받으며 평소와 다른 자운영의 모습에, 혹시 보고 싶지 않았냐고 장난 섞인 말을 건넨다. 다행히 그런 불상사가 일어나지 않았다고 자운영은 농이 섞인 대답을 한다.

#### 주요 인물
- 박예진 : 자운영 역 - 고려 기생
- 장신영 : 아해 역 - 몽골 여인. 카사르를 사모함.
- 류수영 : 카사르 역 - 몽골 장군
- 이종수 : 김웅서 역 - 고려 장군. 자운영을 마음에 두고 있음.

#### 주변 인물
- 안석환 : 수미탄 역 - 몽골 장수
- 박광정 : 고려 장수 역
- 김예령 : 고려 기생 역 - 기방 행수

#### 그 외 인물
- 조덕현 : 바툰 역 - 몽골 장수
- 정기성 : 고려 장수 역
- 염재욱 : 고려 장수 역
- 박태진
- 신준영 : 몽골 장수 역
- 조경로
- 배시운

### 일제강점기(9 ~ 10회)

#### 개요
― 원안 : 이규진
― 극본 : 주찬옥, 서숙향1)
1) 《파스타》, 《대한민국 변호사》, 《미스터 굿바이》
― 연출 : 유정준
대민일보 기자 석호는 손기정 선수의 일기장을 지운 사건으로 일본 경찰에게 쫓기게 되고, 마침 약을 전해주러 카페에 왔던 혜민의원 간호부 정임과 마주친다. 석호를 쫓던 타무라는 석호를 향해 총을 쏘지만 결국 석호를 놓친다. 총상 입은 석호는 유학시절 선배였던 일본인 의사 겐지에게 도와달라고 하지만 거절당한다. 정임은 카페에서 마주쳤던 석호를 기억하고는 치료해주고 주사실 한쪽 방에 숨겨준다. 정임과 석호는 쪽방에서 소설 이야기를 나누고, 그때 겐지가 오자 두 사람은 숨는다. 겐지는 쪽방에서 나오는 정임과 석호를 몰래 지켜보며 의미심장한 미소를 짓는다. 겐지는 석호의 아내 영숙을 찾아가 석호가 무사하다는 말을 전한다. 그리고 정임에게 영숙을 만나고 왔다는 얘기를 하며, 석호가 병원에 있는 것은 자기는 모르는 일이라며 계속 보살펴 달라고 부탁한다. 정임은 석호에게 아내가 있다는 사실에 혼란스럽다.

#### 주요 인물
- 장신영 : 서영숙 역 - 석호의 아내, 구여성
- 류수영 : 금석호 역 - 대민일보 기자, 독립운동가
- 박예진 : 이정임 역 - 혜민의원 간호부, 신여성
- 이종수 : 타무라 (김두만) 역 - 조선인 순사

#### 주변 인물
- 안석환 : 겐지 역 - 혜민의원 의사, 일본인
- 박광정 : 일본인 순사 역
- 김예령 : 수녀 역

#### 그 외 인물
- 국정환 : 기차에 탄 시민 역
- 홍순창 : 혜민의원에 온 환자 역
- 이대연 : 기차에 탄 시민 역
- 방민서 : 겐지를 좋아하는 기생 역
- 최재호 : 카페 종업원 역
- 정기성 : 대민일보 기자 역
- 정욱
- 최윤준
- 염재욱
- 김진홍
- 박태진
- 유정석
- 이옥정
- 김환영

### 시원시대 (11 ~ 12회)

#### 개요
― 극본 : 주찬옥, 김현종
― 연출 : 김도훈
모든 이야기의 시발점이며 시대적 배경이 정확하지 않다. 쌍둥이 남매의 비극적인 사랑 이야기다. 
고부인은 아들 딸 쌍둥이를 낳지만, 그 아이들이 결혼할 운명이며 일국이 멸하리라는 불길한 점괘가 나온다. 소법사는 진장군에게 둘 중 하나를 선택해야 한다고 하고, 진장군은 나라가 위태로우니 아들이 필요하다는 결정을 내린다. 고부인은 슬픔과 고통 속에 딸을 보내며 아기 포대기 안에 청동거울을 찔러 넣어준다.

18년 후 무사 차림의 유화와 소호는 진장군을 만나러 오는 길에 초소병들에게 제지당하자 유화는 달려드는 병사들을 제압해버린다. 금가인과 함께 있던 수백은 밖의 소란에 초소를 내려다본다.

#### 주요 인물
- 장신영 : 목유화 역 - 무사
- 류수영 : 진수백 역 - 장군
- 이종수 : 목소호 역 - 무사
- 박예진 : 연금가인 역 - 신녀

#### 주변 인물
- 안석환 : 진장군 역 - 수백의 아버지
- 박광정 : 첩자 역
- 김예령 : 고부인 역 - 수백의 어머니
- 고동업 : 소법사 역

#### 그 외 인물
- 방민서 : 유모 역
- 반야성
- 이찬영
- 최은석

## 이모저모
- 당초 7∼8월 납량특집으로 준비 중인 작품이었지만 《못된 사랑》의 제작이 무산되면서 대신 긴급 편성되었다. 현대극과 시대극을 오고가야 하기 때문에 방대한 스케일인데 거기에 비해 제작 기간이 너무 촉박했다. 작가진은 3주간 밤샘하며 대본 작업을 했고, 출연진 캐스팅은 방송을 보름 남기고 마무리되었으며, 방송을 열흘 여를 앞둔 5월 5일에야 첫 촬영에 들어갔다.[2]
- 2005년 6월 8일 최문순 문화방송 사장이 드라마 촬영지인 경기도 양주에 있는 문화동산을 직접 방문해 제작진과 출연진을 격려하고 점심식사를 대접하였다.[3]
- '환생연'들은 '환생체'를 쓰며 드라마에 대한 애정을 표시했는데, 고려편 주인공의 이름을 문장의 말미에 붙여 사용하는 방식이다. 예를 들어, '밥 먹었카살?', '그립자운영', '잘다녀오시웅서' 등 말미에 붙여쓰며, 이를 '카사르(카살)체', '운영체', '웅서체', '바툰체' 등이라 하였다.[4]
- 배우 이종수는 촬영 와중에 홈페이지에 글을 남겨 팬들로부터 큰 환영을 받았고, 그의 발랄한 문체는 '발랄종수'라는 별칭을 얻게 되는 계기가 됐다.[5]